# Mézières-lez-Cléry
Mézières-lez-Cléry är en kommun i departementet Loiret i regionen Centre-Val de Loire strax norr Frankrikes mitt. Kommunen ligger i kantonen Cléry-Saint-André som tillhör arrondissementet Orléans. År 2022 hade Mézières-lez-Cléry 857 invånare.

## Befolkningsutveckling
Antalet invånare i kommunen Mézières-lez-Cléry
| Referens: INSEE |